# Parc national de l'Isle Royale
Le parc national de l'Isle Royale se situe sur le lac Supérieur, en Amérique du Nord. Il appartient aux États-Unis, dans l'État du Michigan, et occupe une île de 72 km de longueur et de petits îles l'entourant. Créé en 1940, c'est un parc national relativement petit (2 314 km2), dont seulement 542 km2 de terres et 1770 km² d'eau.
Le parc est renommé pour ses populations d'orignaux et de loups qui sont suivis par des scientifiques étudiant des rapports de prédateur-proie dans un environnement fermé. Il y a habituellement autour de 25 loups et 1 000 orignaux sur l'île, mais les nombres changent considérablement annuellement.
Le parc est également reconnu au titre de réserve de biosphère par l'Unesco depuis 1980. Il a été ajouté au registre national des lieux historiques en 2019. Avec 25 894 visites en 2021, c’est le septième parc national le moins visité des États-Unis.

## Description
L'Isle Royale, la plus grande île du lac Supérieur, mesure plus de 72 km de long et 14 km de large à son point le plus large. Le parc est composé de l'Isle Royale elle-même et d'environ 400 petites îles, ainsi que des terres submergées à moins de 7,2 km des îles environnantes.
Un certain nombre d’habitats existent sur l’île, le principal étant la forêt boréale, avec également des étangs. Il n'y a pas de routes dans le parc et les véhicules sont interdits,. Le parc offre 270 km de sentiers de randonnées. Le parc est accessible par des ferries, des hydravions et des navires à passagers pendant les mois d’été, étant fermé les mois d'hiver. On y trouve également une ancienne pêcherie, l'Edisen Fishery.

## Faune
Le parc national de l’Isle Royale est connu pour ses populations de loups des bois et d’élans qui sont étudiées par des scientifiques qui étudient les relations prédateurs-proies dans un environnement fermé. Il existe une relation cyclique entre les deux animaux : à mesure que la population d’orignaux augmente, les loups augmentent également. Finalement, les loups tuent trop d’élans et commencent à mourir de faim et à réduire leur taux de reproduction.
Lors d'hivers très rudes, les animaux peuvent voyager au-dessus du lac gelé en direction de ou depuis la rive canadienne. Pour protéger les loups contre les maladies canines, l'accès au parc est formellement interdit aux chiens.
D’autres mammifères communs sont les renards roux, les castors et les écureuils roux. On trouve également des visons le long des différentes rives du lac et des rats musqués (à l’occasion) dans les étangs de castors. Plusieurs espèces de chauves-souris vivent également sur l’île.

## Galerie

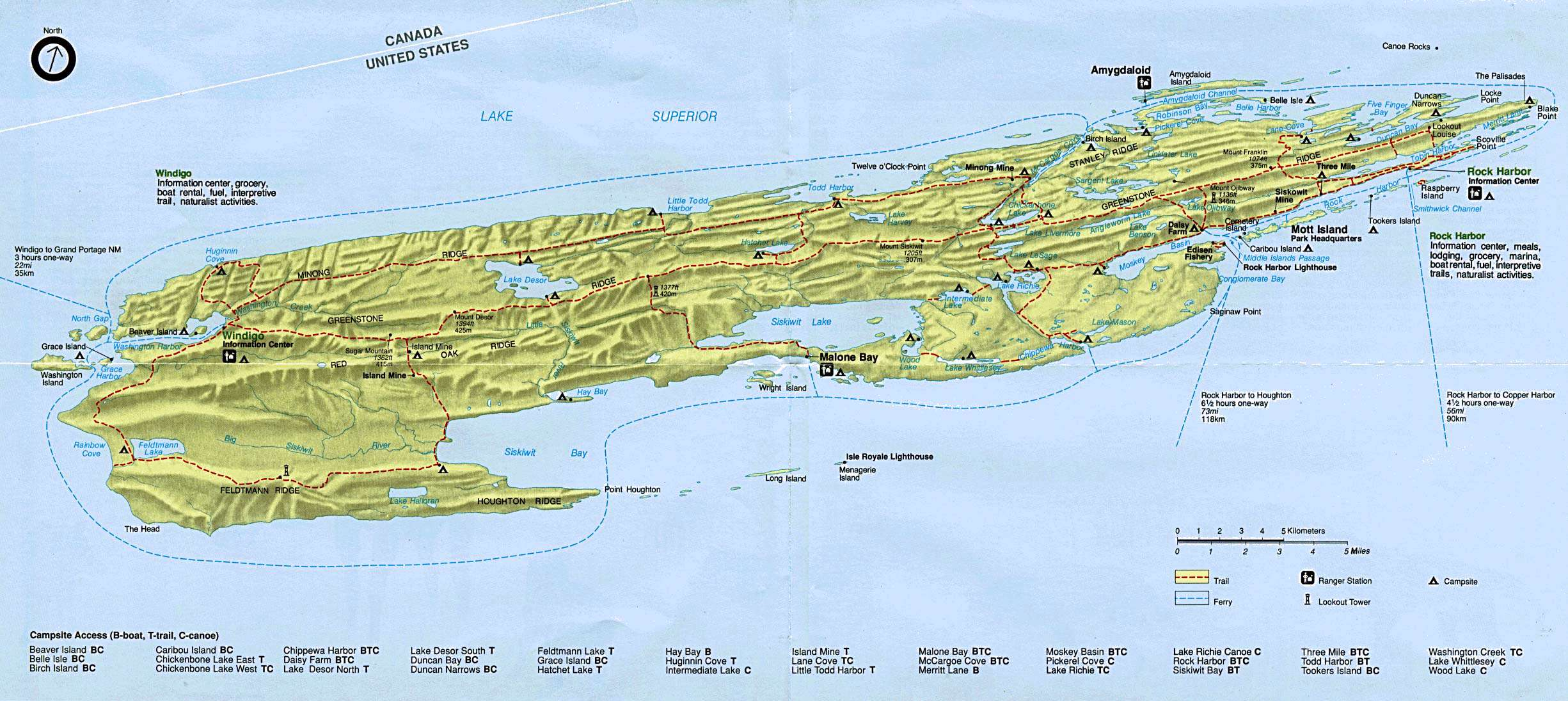
Carte officielle du parc (National Park Service).
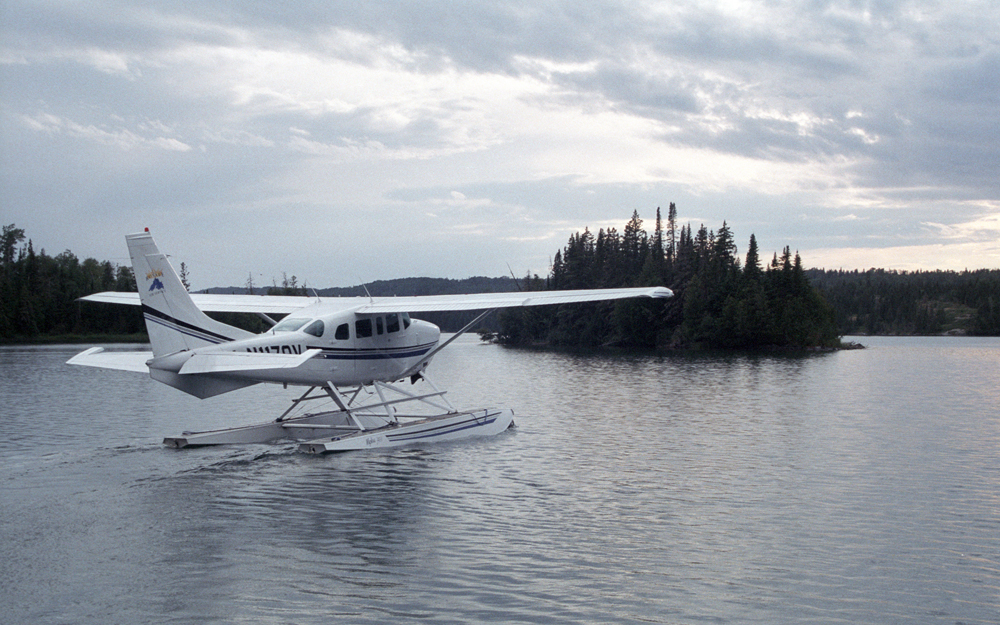
Hydravion décollant de Windigo. Beaver Island (Île Castor) est à droite dans le fond.
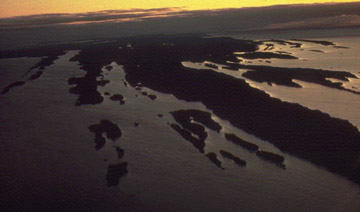
Vue aérienne de l'île.
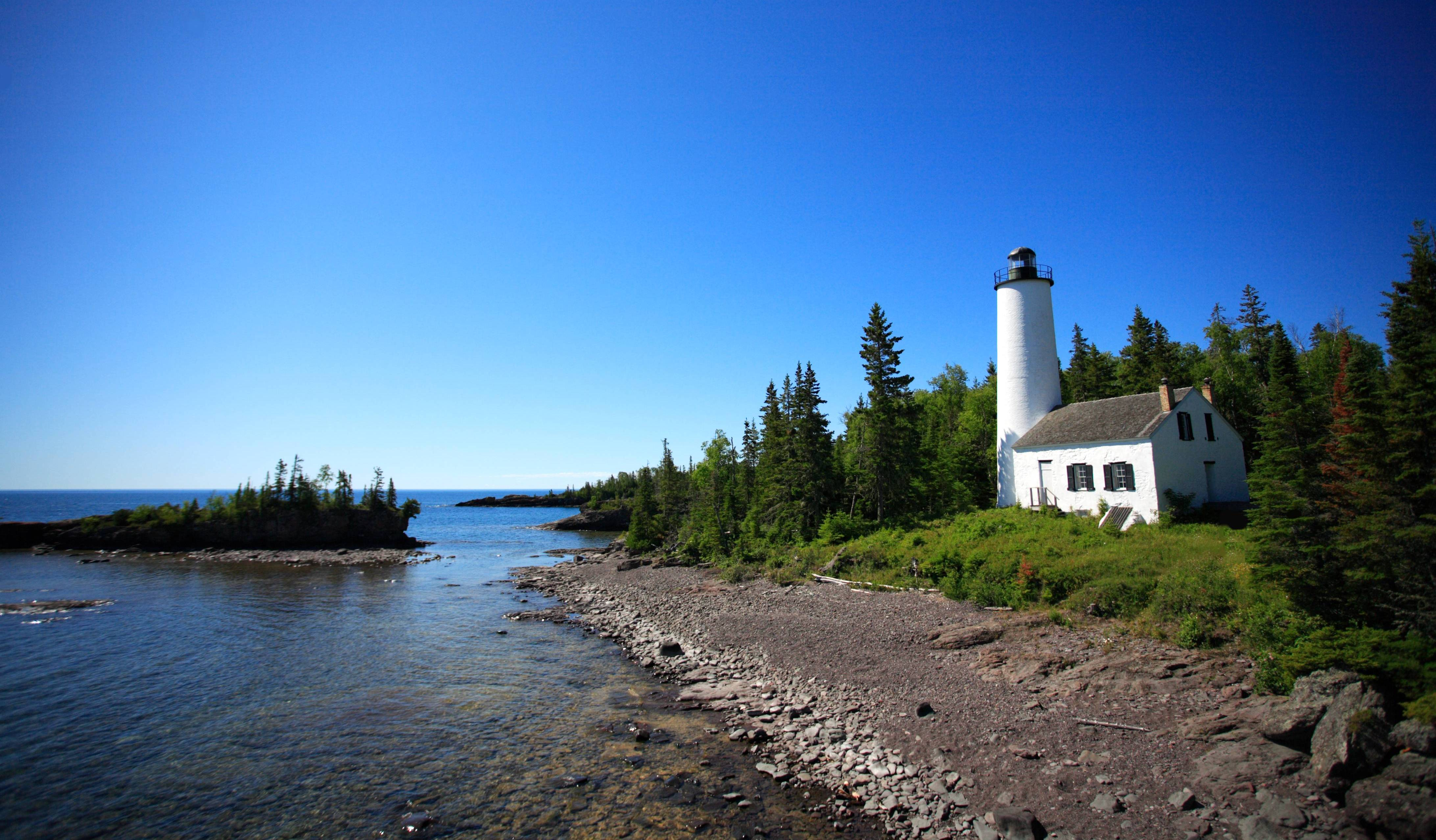
Isle Royale.
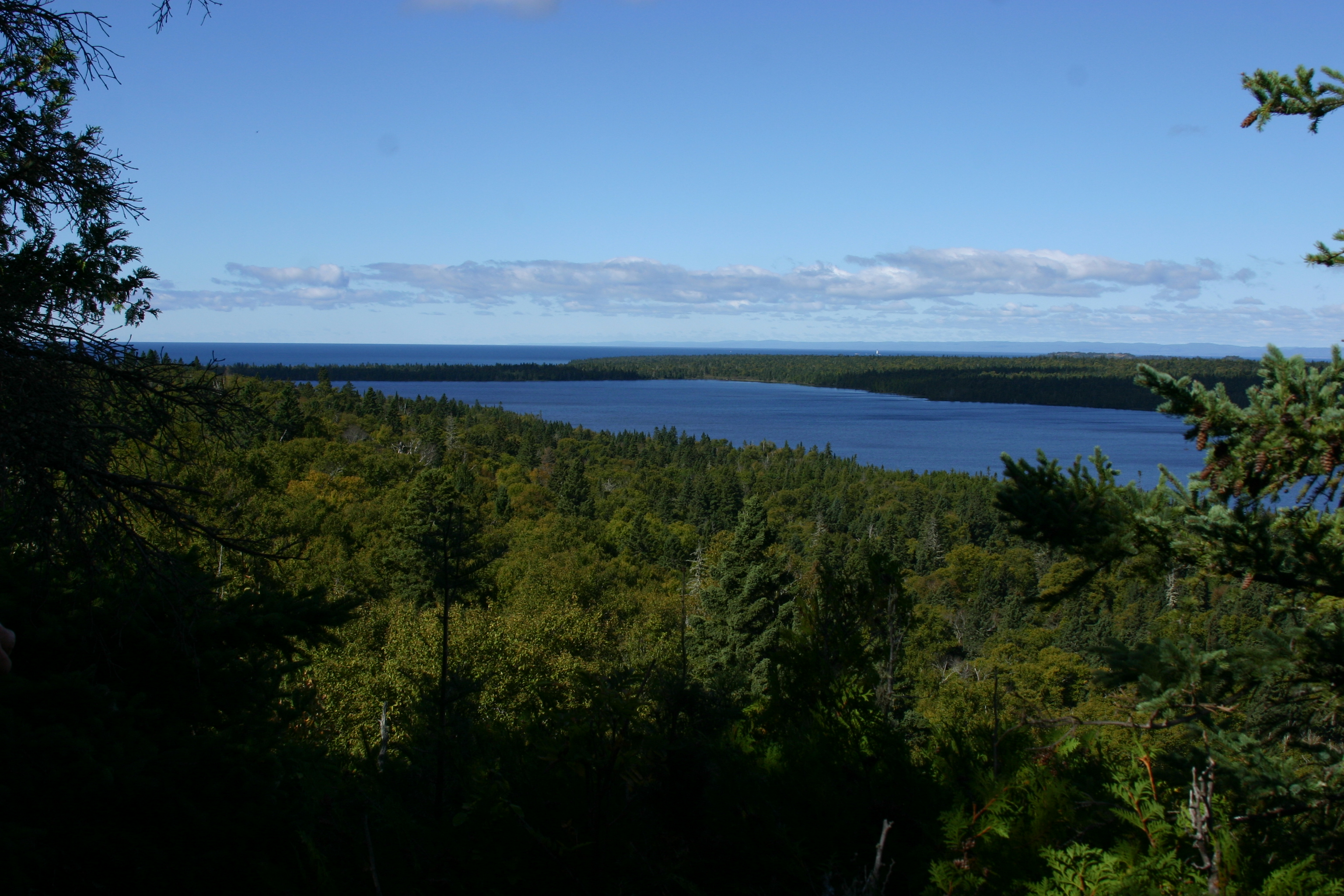
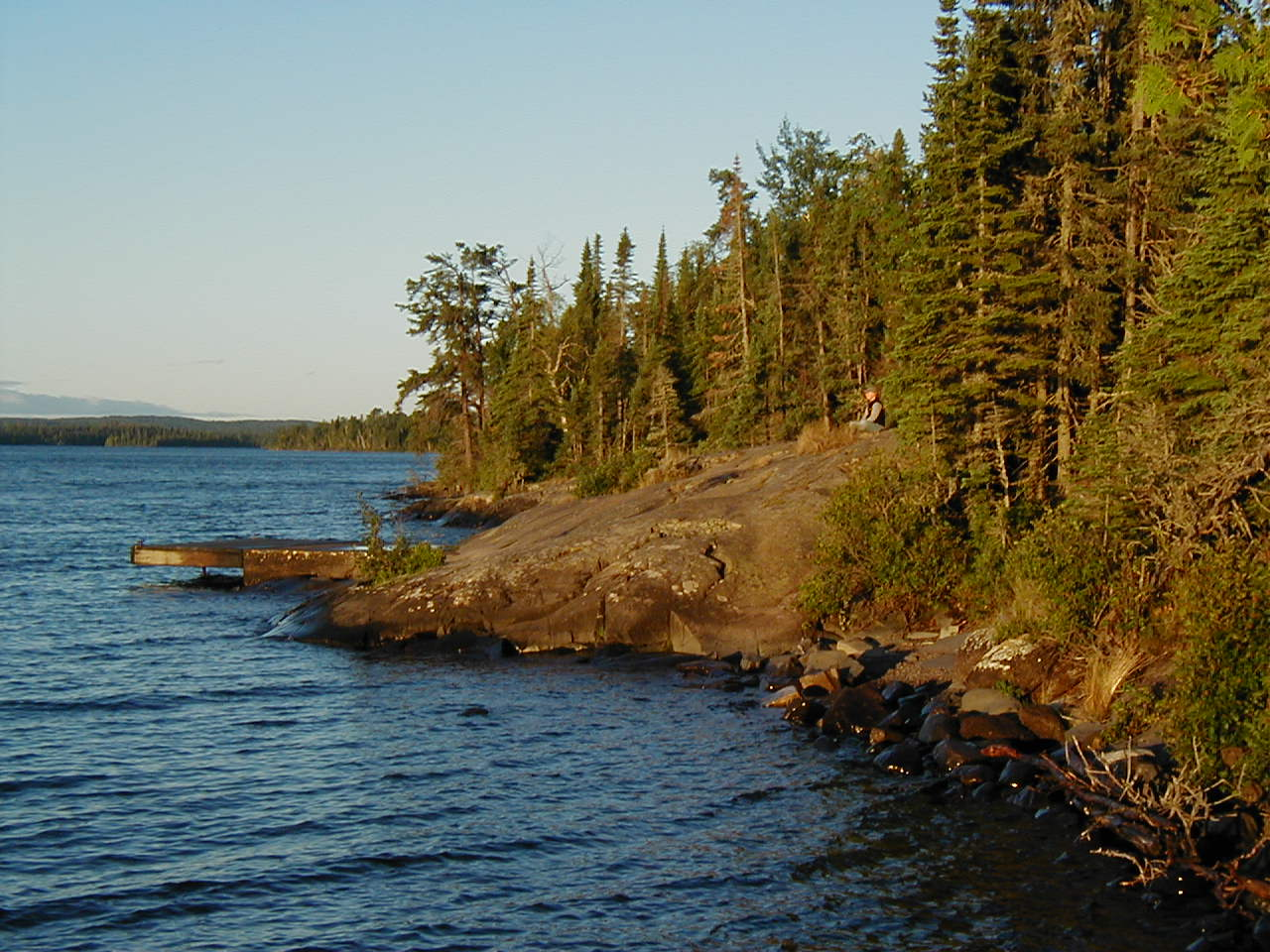
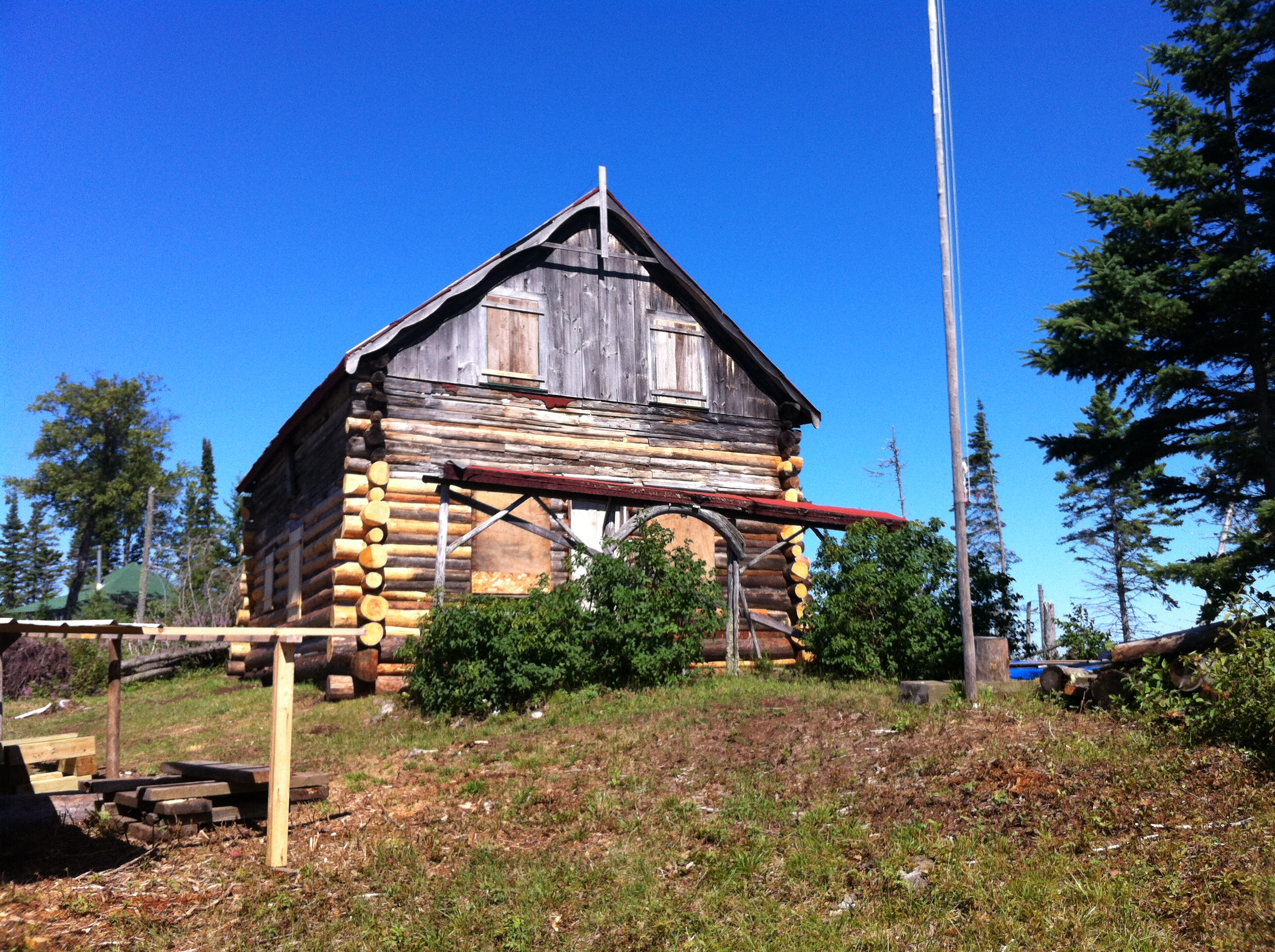
L'hôtel Johns en 2013.
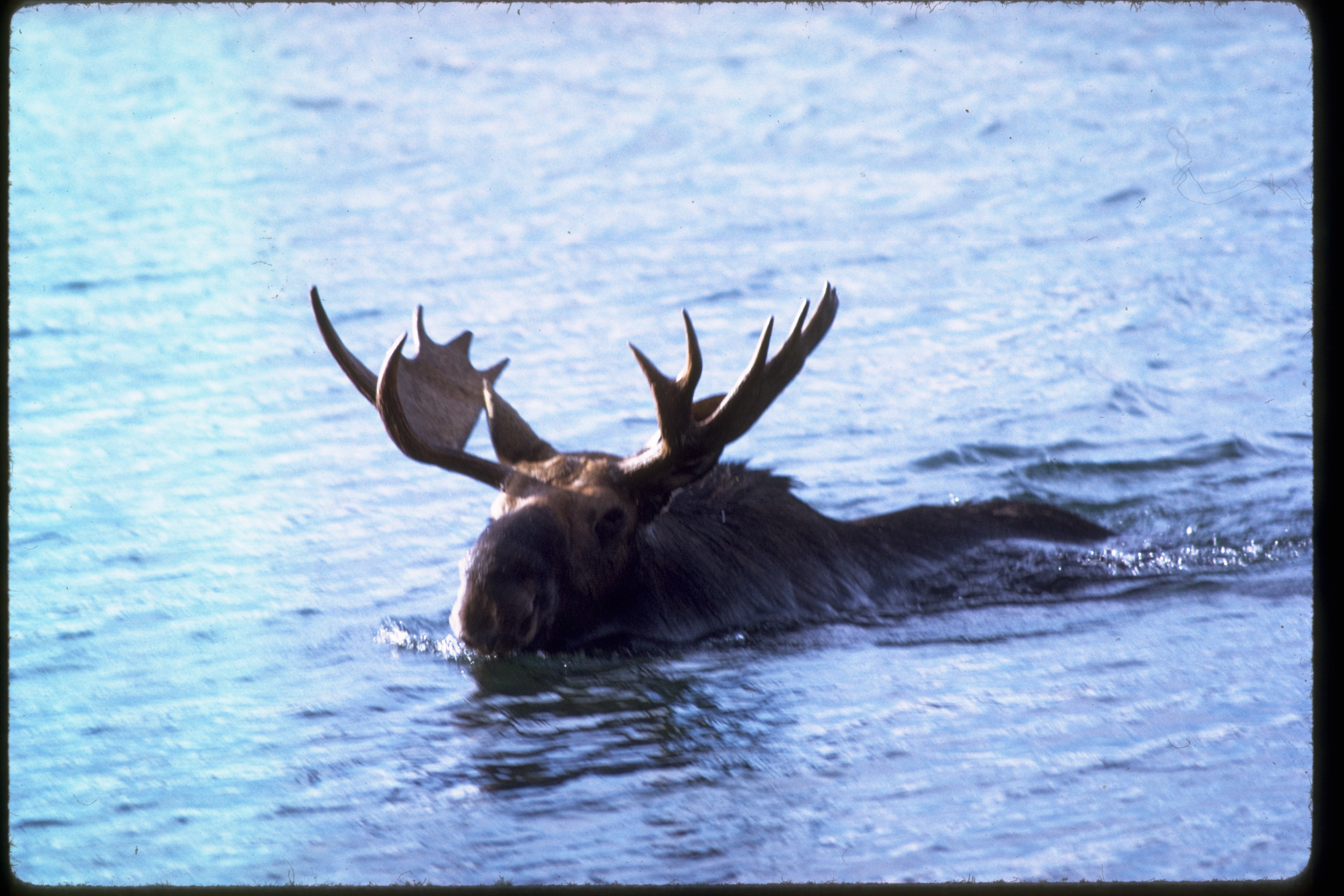
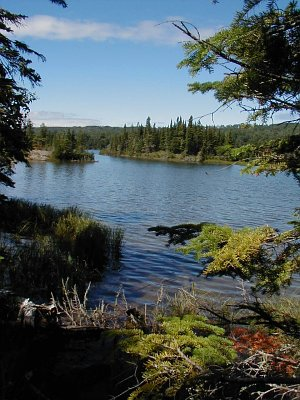
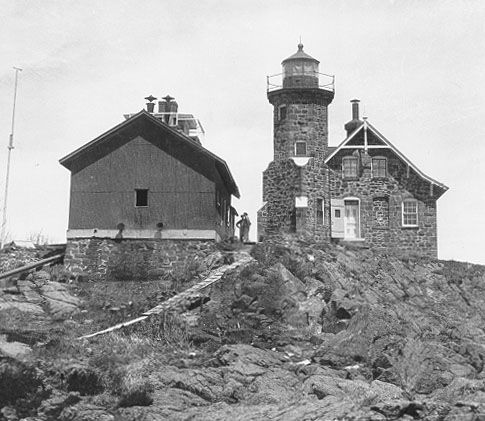
Phare de Passage Island.